# Бењи (Север)
Бењи (фр. Beugnies) насеље је и општина у североисточној Француској у региону Север-Па д Кале, у департману Север која припада префектури Авне сир Елп.
По подацима из 2011. године у општини је живело 621 становника, а густина насељености је износила 69,62 становника/km². Општина се простире на површини од 8,92 km². Налази се на средњој надморској висини од 192 метара (максималној 219 m, а минималној 179 m).

## Демографија
| 1962. | 1968. | 1975. | 1982. | 1990. | 1999. | 2011. |
| ----- | ----- | ----- | ----- | ----- | ----- | ----- |
| 560   | 631   | 555   | 531   | 509   | 522   | 621   |

График промене броја становника у току последњих година